# Гетцен, Егор Павлович
Егор Павлович Гетцен (? — 1821) — русский капитан-командор.

## Биография
Точная дата рождения неизвестна.
10 июня 1778 года был зачислен в Морской кадетский корпус, где 1 мая 1780 года был произведен в чин гардемарина и в 1780—1782 годах совершал практические плавания на судах Балтийского флота. 1 мая 1782 года он окончил корпус с производством в чин мичмана.
1 мая 1785 году Гетцен был произведен в чин лейтенанта и участвовал в русско-шведской войне, за отличие в сражениях был произведен в чин капитан-лейтенанта.
В июне — августе 1796 года, командуя транспортным судном «Грибсвальд» в составе транспортной флотилии Гетцен перешёл из Ревеля в Ширнесс доставив на суда эскадры вице-адмирала П. И. Ханыкова продовольствие и материалы, а в октябре вернулся в Ревель.
14 марта 1801 года Егор Павлович был произведен в чин капитана 2-го ранга, а 10 февраля 1804 года — в чин капитана 1-го ранга. Командуя 74-пушечным кораблем «Москва» участвовал в русско-турецкой войне в составе эскадры под командованием вице-адмирала Д. Н. Сенявина.
26 ноября 1806 года «за беспорочную выслугу, в офицерских чинах, 18-ти шестимесячных морских кампаний» Гетцен был награждён орденом Св. Георгия 4-й степени.
После заключения Тильзитского мира корабли «Москва» и «Св. Петр» под командованием Гетцена 2 октября 1807 года вышли с Корфу и двинулись к Гибралтару в надежде прорваться в Россию. Но 9 октября между Сицилией и Сардинией они попали в сильнейший шторм и из-за повреждений были вынуждены зайти в порт Ферайо на острове Эльба. Французы не пустили их дальше. В начале 1808 года оба корабля перешли в Тулон, где находилась французская эскадра под командованием адмирала Гонтома, и простояли там двадцать два месяца под русским флагом. 27 сентября 1809 года поступило Высочайшее повеление продать корабли Франции.
8 января 1809 года Егор Павлович был произведен в чин капитан-командора, а в следующем году был награждён орденом Св. Анны 2-й степени.
В 1817 году «за 35-летнюю беспорочную выслугу» он был награждён орденом Св. Владимира 4-й степени.
Во время заграничных походов русской армии Гетцен состоял при главной квартире императора Александра I.

## Награды
- Награждён орденом Св. Георгия 4-й степени (№ 1851; 26 ноября 1807).
- Также награждён другими орденами Российской империи.

## Семья
Сын: Павел - мичман флота, вместе с отцом участвовал в военных действиях в Средиземном море, скончался 21 апреля 1813 года.